# Ahmed Al Dhaheri
Ahmed Al Dhaheri (* 20. Dezember 1985 in al-’Ain, Abu Dhabi)  ist ein Eishockeytorwart aus den Vereinigten Arabischen Emiraten. Er spielt seit 2009 bei den al-’Ain Theebs aus der Emirates Ice Hockey League.

## Karriere
Auf Vereinsebene tritt Ahmed Al Dhaheri für die al-’Ain Theebs aus der Emirates Ice Hockey League an, die er mit dem Klub 2020 und 2022 gewinnen konnte.

### International
Al Baloushi nahm für die Eishockeynationalmannschaft der Vereinigten Arabischen Emirate an den Weltmeisterschaften der Division III 2010, 2013, 2014, 2015, 2017 und 2022, als erstmals der Aufstieg in die Division II gelang, wozu er mit der besten Fangquote und dem geringsten Gegentorschnitt des Turniers maßgeblich beitrug, sowie den Qualifikationen für die Weltmeisterschaft der Division III 2013 und 2019, als jeweils die Qualifikation gelang, teil. Bei der Weltmeisterschaft 2023 spielte er in der Division II. Darüber hinaus stand er im Aufgebot seines Landes bei den Winter-Asienspielen 2007, 2011 und 2017 sowie beim IIHF Challenge Cup of Asia 2010, 2011, 2012, 2013, 2014, 2015, 2016 und 2017. Dabei gewann er mit den Emiraten 2010, 2011, 2014, 2015 und 2016 jeweils die Silbermedaille, während 2012 und 2017 der Titel gewonnen werden konnte. Lediglich 2013 wurde der Sprung in die Medaillenränge verpasst. Er selbst wurde 2015, als er auch die beste Fangquote aufwies und zum besten Spieler seiner Mannschaft gekürt wurde, und 2016 zum besten Torwart des Challenge Cups gewählt. Zudem vertrat er seine Farben bei der Olympiaqualifikation für die Winterspiele in Peking 2022.

## Erfolge und Auszeichnungen
- 2020 Meister der Vereinigten Arabischen Emirate mit den al-’Ain Theebs
- 2022 Meister der Vereinigten Arabischen Emirate mit den al-’Ain Theebs

### International
| - 2010 Silbermedaille beim IIHF Challenge Cup of Asia - 2011 Silbermedaille beim IIHF Challenge Cup of Asia - 2012 Goldmedaille beim IIHF Challenge Cup of Asia - 2013 Qualifikation für die Division III bei der Qualifikation zur Weltmeisterschaft der Division III - 2014 Silbermedaille beim IIHF Challenge Cup of Asia - 2015 Silbermedaille beim IIHF Challenge Cup of Asia - 2015 Bester Torhüter und beste Fangquote beim IIHF Challenge Cup of Asia | - 2016 Silbermedaille beim IIHF Challenge Cup of Asia - 2016 Bester Torhüter beim IIHF Challenge Cup of Asia - 2017 Goldmedaille beim IIHF Challenge Cup of Asia - 2019 Qualifikation für die Division III bei der Qualifikation zur Weltmeisterschaft der Division III - 2022 Aufstieg in die Division II, Gruppe B, bei der Weltmeisterschaft der Division III, Gruppe A - 2022 Beste Fangquote und geringster Gegentorschnitt bei der Weltmeisterschaft der Division III, Gruppe A - 2023 Aufstieg in die Division II, Gruppe A, bei der Weltmeisterschaft der Division II, Gruppe B |